# Túnel de Guajataca
El Túnel de Guajataca es un túnel de ferrocarril que conectaba la ciudad de Isabela y Quebradillas, en Puerto Rico. El túnel es uno de los trabajos más significativos de los remanentes de la red ferroviaria nacional, que conectaba la isla durante la primera mitad del siglo XX. En 2000, el Gobierno de Puerto Rico lo declaró un monumento histórico.
La  American Railroad Company of Puerto Rico  comenzó la construcción del túnel alrededor de 1904 durante la expansión de la línea del norte hacia el oeste de la isla. El túnel conectaba los pueblos de Quebradillas e Isabela en el cañón del río Guajataca. La construcción se completó con la excavación de dos túneles en cada lado del cañón. Ellos se unieron por un viaducto de acero de 560 pies (171 m) de largo por 10.5 pies (3.2 m) de ancho a una altura de 130 pies (40 m) sobre el nivel del río. 
Su uso ferroviario llegó a su fin en 1957, con el cierre del ferrocarril de circunvalación. El túnel está abierto al público. El túnel conduce a la «playa de Guajataca» conocida por su arena blanca, furioso oleaje y peligrosas aguas turbulentas.